# Hosentasche

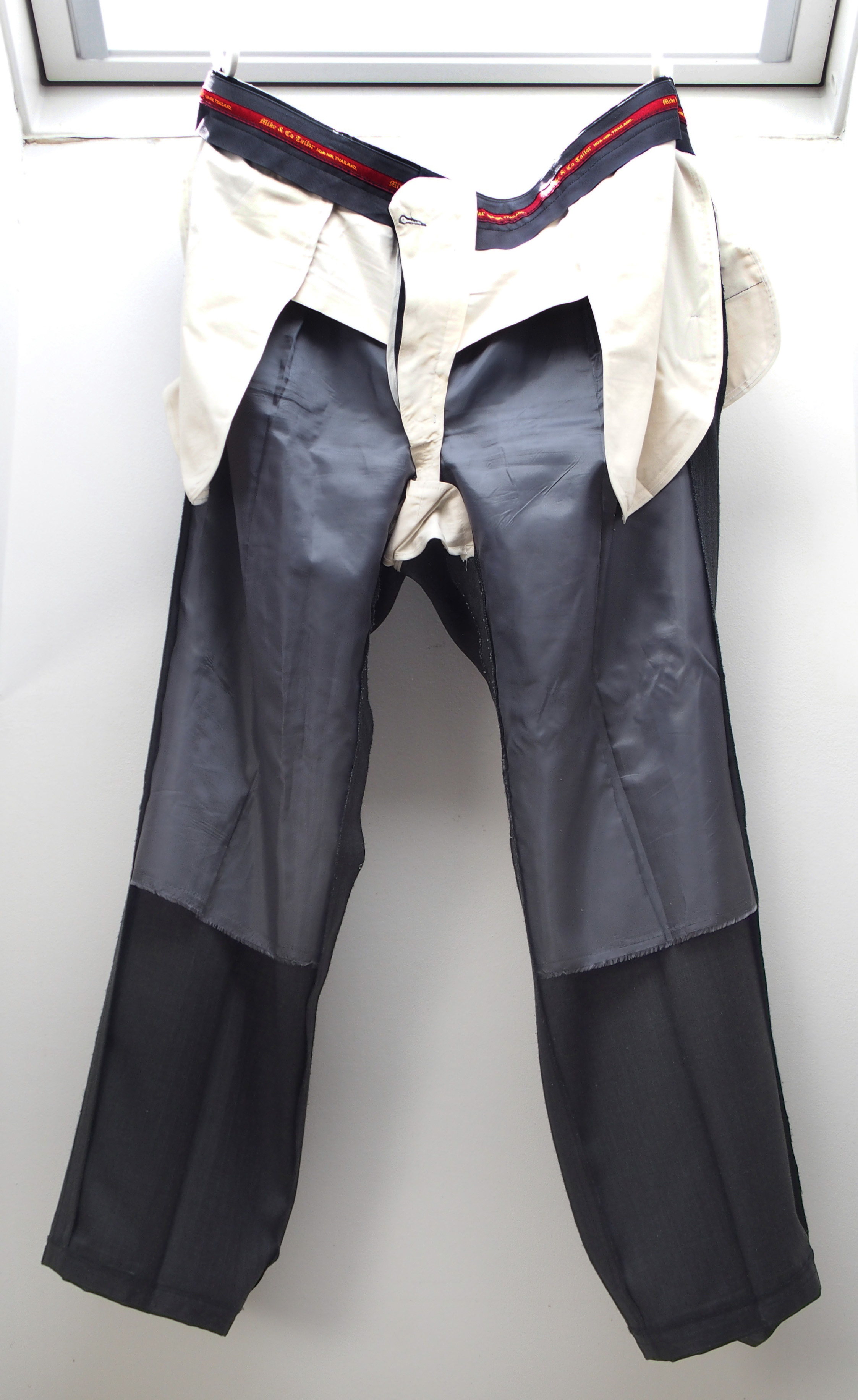
Auf links gedrehte Hose: Gut zu sehen sind die beiden Hosentaschen

Die Hosentasche oder der Hosensack ist eine Kleidertasche in Form eines in die Hose eingenähten Stoffbeutels oder eines Aufnähers zum Mitführen kleinerer Gegenstände. Bei Hosentaschen erfolgt eine Unterscheidung nach verschiedenen Taschenformen und Gestaltungsmerkmalen, dem Verwendungszweck sowie der Position, Anordnung und Orientierung der Tasche. Neben funktionalen Eigenschaften erfüllen sie auch dekorative Zwecke.

## Bezeichnungen in regionalen Varietäten und Dialekten des Deutschen
Der Terminus Tasche im Zusammenhang mit der Kleidung ist ein aus dem Norddeutschen eingebürgerter Begriff, der auf althochdeutsch tasca zurückgeht. In Süddeutschland, Österreich und der Schweiz ist die Bezeichnung Hosensack gebräuchlicher. In den ostmitteldeutschen Dialekten ist auch Ficke oder Hosenficke üblich.
In dem Projekt Der Rosettastein der Dialekte wurde das Gedicht Mym Bueb sy Hosesagg aus dem Buch Schweizer Dialekte von Robert Balthasar Christ in verschiedene Dialekte und Sprachen übersetzt. Inzwischen existieren mehr als 100 Versionen des ursprünglich in Baseldeutsch verfassten Gedichts.

## Geschichte der Hose und der Hosentasche

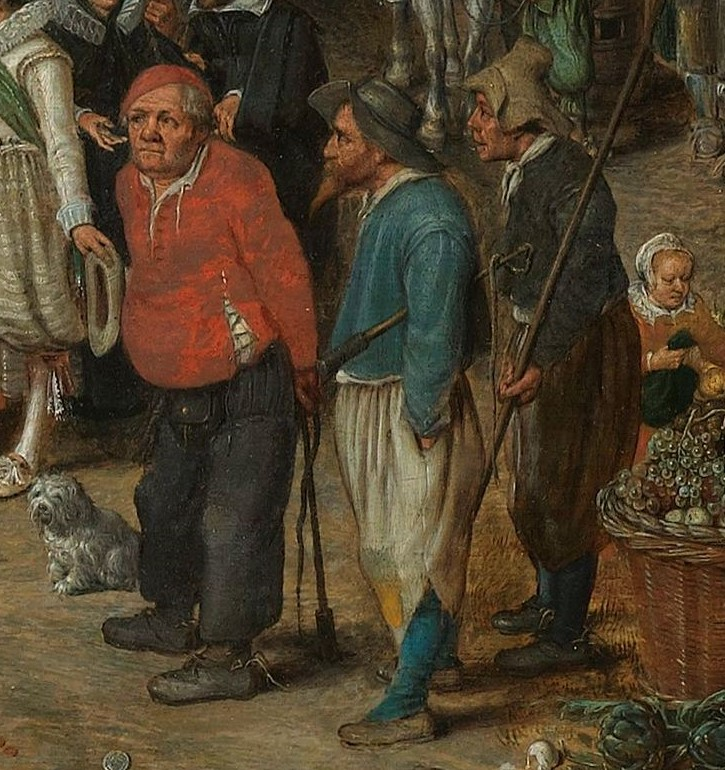
Ausschnitt aus Gemälde von 1618 (Mann mit Händen in der Hosentasche)

Die ersten Hosen waren in westlichen Kulturen den Männern vorbehalten. Allgemein zog man bis ins 15. Jahrhundert unter dem Gewand getragene separate Taschen der in das Gewand eingearbeiteten Tasche vor. Taschen waren nicht immer ein selbstverständliches Merkmal von Kleidung und es ist schwierig festzustellen, wie verbreitet Taschen in der Frühen Neuzeit waren. Inventare und Garderobenberichte erfassen das Vorhandensein von Taschen nur selten, ob abtrennbar oder in Kleidungsstücken enthalten. In vielen Gemälden versteckt sich ein Taschenloch möglicherweise zwischen Stofffalten.  Im 17. Jahrhundert enthielten die Hosen der Männer fest in das Kleidungsstück eingenähte Taschen. Diese waren meist sehr großzügig geschnitten und boten viel Platz. Die Hose wurde zum ideologischen Zeichen für Stärke und Männlichkeit.
Frauen trugen zu dieser Zeit Röcke und hatten einen eher eingeschränkten Aktionsradius, waren also vorrangig im häuslichen Bereich zu finden. Für besondere Anlässe nutzten sie Beutel, die sie sich mit Bändern um die Hüfte schnürten. Versteckt unter Lagen von Petticoats und Röcken, waren die Beutel durch einen verdeckten Schlitz im Überrock der Trägerin zugänglich. Eingenähte Rocktaschen gab es hingegen sehr selten. Die Vorstellung, dass Frauen Stoff zwischen den Beinen trugen, galt bis in das 20. Jahrhundert als skandalös. So waren Hosen für Frauen im Westen jahrhundertelang tabu. Bis Ende des 19. Jahrhunderts gab es wenige Frauen, die gegen diese geschlechterspezifischen Konventionen rebellierten.
Eine Änderung in großem Umfang gab es durch den Ersten Weltkrieg, als Frauen wichtige Arbeiten im öffentlichen Leben übernahmen. So trugen die Arbeiterinnen die gleichen Overalls wie zuvor die Männer als Arbeitskleidung. Im öffentlichen Dienst wurden Frauen im Winter mit Uniform und langer Hose ausgestattet. Trotzdem wurden die Änderungen nicht als Verletzung der Geschlechterrolle angesehen, sondern als zweckdienliches, vorübergehendes Phänomen betrachtet. Außerhalb der Arbeitszeiten und nach dem Krieg kehrte die patriarchale Modetrennung im Alltag wieder ein.
Mit Emanzipation und zunehmender Berufstätigkeit der Frauen in den 1920er Jahren kamen Frauenhosen und Hosenanzüge immer mehr in Mode. Unterstützt wurden dieser eher schleichende Prozess der Veränderung durch Schauspielerinnen wie Marlene Dietrich, die häufig in eleganten Hosen zu sehen war. Nach dem Ende des Zweiten Weltkriegs wurden hosentragende Frauen immer mehr zur Normalität, aber es dauerte noch einige Jahrzehnte, bis die Frauen Hosen in allen Lebenslagen tragen durften.
Bezogen auf die Hosentaschen gab es einen großen Unterschied zwischen Männerhosen und Frauenhosen. Männerhosen dienten vorrangig der Bequemlichkeit und Funktionalität, während Frauenhosen meist enger geschnitten waren und in erster Linie den weiblichen Formen schmeicheln sollten und dazu teilweise gar keine Taschen hatten. Dazu passt auch ein Zitat des angesehenen Designers Christian Dior aus dem Jahre 1954: „Männer haben Taschen, um Dinge darin aufzubewahren, Frauen zur Dekoration.“

## Taschenformen

### Taschen der Hinterhose (Gesäßtasche)

Hose mit aufgesetzten Taschen (rechts zusätzlich mit Klappe (Patte) und Knopf)

Die Gesäßtasche wird vor allem von Männern häufig zur Aufbewahrung von Geldbörsen oder Ausweistaschen verwendet, wodurch sich die notwendige Größe der Tasche bestimmt. Es wird unterschieden zwischen aufgesetzten und eingesetzten Taschen.

#### Aufgesetzte Hosentasche
Die einfache, aufgesetzte Hosentasche ist die typische Taschenart für Gesäßtaschen bei Jeans. Sie ist bei vielen Freizeit- und Arbeitshosen zu finden. Die meist unten gerundete oder 5-eckige Aufsetztasche wird bei Jeans unfixiert und ungefüttert auf die Hinterhose aufgesteppt. Die Steppnähte auf den rückwärtigen Taschen können teilweise als Markenzeichen des Herstellers angesehen werden. Zum Teil werden Aufsetztaschen mit einer Abdeckklappe (Patte) ausgestattet, die dann meist geknöpft wird.
Form, Größe und Anordnung der Taschen an der Hinterhose werden speziell in der Damenmode auch eingesetzt, um die Körperform zu betonen oder zu kaschieren. Applikationen (Strasssteine), Nieten oder aufwendige Ziernähte können die Tasche optisch hervorheben. Gesäßtaschen mit geknöpfter Abdeckklappe tragen stärker auf und betonen diesen Teil des Gesäßes. Kleinere Taschen, die zudem noch enger beieinander angeordnet sind, lassen ein großes Gesäß eher etwas kleiner erscheinen. Der Verlust an Funktionalität wird in der Damenmode häufig zur Erreichung ästhetischer Aspekte in Kauf genommen. Daraus folgt teilweise sogar ein vollständiger Wegfall der Nutzbarkeit (s. Abschnitt Unechte Taschen).

#### Eingesetzte Hosentasche
Bei der eingesetzten Variante ist der eigentliche Taschenbeutel im Inneren der Hose verborgen. Der Taschenbeutel besteht meist aus einem Extrastoff und nicht aus dem Oberstoff. Der in den Oberstoff geschnittene Tascheneingriff wird mit einem Besatz überdeckt, um die Schnittkanten zu versäubern. Je nach Gestaltung unterscheidet man Paspeltaschen, Leistentaschen und Pattentaschen.
Bei einer Leistentasche bzw. einfachen Paspeltasche ist der Eingriff einseitig durch einen zusätzlich aufgenähten, doppelt gelegten Stoffstreifen (Leiste) verstärkt, wodurch gleichzeitig der Ansatz der Innentasche verdeckt ist. Die Leistentasche kann mit einem Knopf oder einem Knopf mit Schlaufe versehen werden.
Bei der doppelten Paspeltasche sind beide Kanten des Eingriffs verstärkt. Die Paspel kann aus dem Oberstoff oder kontrastierend einem anderen Stoff (z. B. einem Futterstoff) erstellt werden. Bei Bedarf kann ein Knopf oder ein versteckter Reißverschluss den direkten Eingriff in die Tasche verhindern und somit deren Inhalt besser schützen.
Die Pattentasche (früher auch Klappentasche) bezeichnet eine Tasche, die von einer Patte (Klappe) verdeckt ist, so dass die Tasche erst zugänglich wird, nachdem die Patte hochgeklappt wurde. Die Patte kann zusätzlich durch einen Knopf gesichert sein, der direkt durch die Patte oder verdeckt geknöpft wird. Die Saumkante unter der Patte wird verdeckt.

Hose mit Leistentaschen (rechts zusätzlich Knopf und Lasche)
Hose mit doppelten Paspeltaschen (rechts zusätzlich Knopf)
Hose mit Pattentaschen (rechts zusätzlich Knopf)

### Taschen der Vorderhose und Seitentaschen
Der Begriff Seitentasche ist ein Sammelbegriff für Außentaschen, die an der Seite der Hose zu finden sind, d. h. an der Naht zwischen Vorder- und Hinterhose oder rechts und links in der Vorderhose platziert sind. Viele Seitentaschen sind als Schubtaschen ausgeführt, wobei die handliche Platzierung ein bequemes Einschieben der Hände erlaubt. Stecktaschen findet man hingegen eher in der Nähe des Hosenbunds als sogenannte Uhren-, Kleingeld- oder Feuerzeugtaschen.
Bei Jeans und vielen sportlichen Freizeithosen haben sich Vordertaschen mit geschwungenem Eingriff (Swing-pocket) durchgesetzt. Die abgerundete Naht verläuft vom Hosenbund (Gürtelschlaufe) zur Seitennaht der Hose. Bei Jeans sind die Enden der Naht normalerweise mit Nieten verstärkt, um ein Ausreißen des Stoffs an diesen Stellen zu verhindern. Diese Idee geht auf ein Patent von Davis und Levis aus dem Jahr 1873 zurück. In der rechten Vordertasche befindet sich bei der Five-Pocket-Jeans die obligatorische Stecktasche, die ursprünglich für die Taschenuhr verwendet wurde.
Bei eleganteren Hosen verläuft der Eingriff häufig gerade vom Hosenbund bis zur seitlichen Naht. Die Tasche endet dabei deutlich neben der Gürtelschlaufe. Die Orientierung reicht von nahezu senkrecht bis zu einem Winkel von etwa 45° (Diagonaltasche oder französische Tasche). Zur Verstärkung des Eingriffs finden Paspeln oder Leisten Verwendung. Die Bananentasche bezeichnet eine leicht geschwungene Taschenform mit relativ steilem Seiteneingriff. Die Flügeltasche ist eine Eingrifftasche mit geschwungenem oder abgewinkeltem Eingriff.
Paspeltaschen sind typische Anzugtaschen, schlicht und elegant. Flügeltaschen oder französische Taschen wirken etwas sportlicher, lassen sich aber ebenfalls als Anzughosen tragen. Bei Smokinghosen ist häufig eine elegante, entlang der Seitennaht verlaufende Tasche zu finden. Durch ihre Lage ist diese Tasche unauffällig.

Zwei Vordertaschen mit geschwungenem Eingriff (Swing-pocket) und die obligatorische Stecktasche in der rechten Vordertasche
Geschwungene Bananentasche und Uhrentasche (rechts), französische Tasche (links)
Doppelte Paspeltaschen (horizontal und vertikal)
Flügeltasche (rechts) und Leistentasche (links)

### Sonstige Taschenformen

Hose mit Blasebalgtaschen als Beintaschen

Beintaschen sind normalerweise als aufgesetzte Tasche konstruiert und dienen dem Zweck zusätzlichen Stauraum zu generieren. Bei vielen Arbeitshosen gibt es z. B. spezielle Zollstocktaschen oder verschließbare Handytaschen als Beintasche. Faltentaschen besitzen eine oder mehrere Falten im Aufsetzteil. Das Auseinanderklappen der Falten bei Benutzung vergrößert das Füllvolumen der Tasche.
Bei der Blasebalgtasche (auch Harmonikatasche) handelt es sich um eine großvolumige, aufgesetzte Tasche, die bei Armeebekleidung und Cargo-Hosen zum Einsatz kommt. Bei diesem Typ wird nicht das Aufsetzteil der Tasche auf die Hose genäht, sondern ein ringsum besonders angeschnittener Stoffstreifen mit Falte. Der Stoffstreifen ermöglicht ein Aufspringen bei der Benutzung, während sich die Tasche ohne Inhalt wieder in ihre ursprüngliche Lage anlegt.
Bei einigen eng anliegenden Yogahosen oder Leggins sind auf der Außenseite der Oberschenkel Handytaschen aufgenäht. Sie ist ebenfalls aus dehnbarem Stoff gefertigt und fixieren das Handy sicher. Die Position der Tasche erlaubt gleichzeitig eine nahezu freie Bewegung bei den meisten sportlichen Übungen.
Eine Innentasche im Futter ist nicht direkt von außen zugänglich und daher unsichtbar. Sie befindet sich meist im vorderen Bereich des Hosenbunds und dient als Versteck für Geld und Wertsachen auf Reisen.
Bei Latzhosen befindet sich im Brustbereich meist eine oder mehrere waagerecht angeordnete Brusttaschen auf dem Latz.

### Unechte Taschen
Die Blindtasche oder falsche Tasche ist eine imitierte, d. h. nur angedeutete Tasche für dekorative Zwecke. Sie besitzt keine Gebrauchstüchtigkeit, weil sie keine Eingriffe hat. Die Blindtasche ist zu unterscheiden von echten Hosentaschen, die mit einer entfernbaren Steppnaht vorübergehend zugenäht sind, um Transportschäden sowie eine Verschmutzung und das Ausbeulen bei der Anprobe zu vermeiden.
Bei der Durchgrifftasche fehlt der innere Hosenbeutel. Es handelt sich also nur um einen eingearbeiteten Durchgriff, um die Tasche der darunter getragenen Hose zu erreichen. Die Durchgrifftasche ist Bestandteil mancher Regen- oder Arbeitshosen, die über eine normale Hose angezogen werden.

## Größenvergleich der Taschen in Jeans für Frauen und Männer
Da die Hosentaschen in Frauenhosen meist sehr klein sind, forderten vor allem junge Frauen unter dem Hashtag #wewantpockets in sozialen Medien ihr Recht auf größere Hosentaschen. Im August 2018 wurde in den USA anhand von 20 Markenjeans für Frauen und Männer der Bundweite 32″ ein Größenvergleich der Vorder- und Gesäßtaschen durchgeführt. Daraus ergab sich, dass die Länge der Vordertasche je nach Schnitt um durchschnittlich 46–48 % und die Breite um 6–10 % geringer war. Dieses führt dazu, dass die meisten gängigen Smartphones zwar in Männerhosentaschen, häufig aber nicht in Frauenhosentaschen passen, so dass Frauen auf eine zusätzliche Handtasche angewiesen sind. Bei den Gesäßtaschen waren die Unterschiede mit 5–7 % in der Länge und 2 % in der Breite deutlich geringer ausgefallen.

## Die Hosentasche im Zusammenhang mit dem Ausdruck von Körpersprache
Die Akzeptanz von Händen in der Hosentasche wird kontrovers bewertet und hängt auch von der Stellung der Person in der Gesellschaft, ihrer Beziehung zum Gegenüber, der Umgebungssituation und der restlichen Körperhaltung ab. Die Hände in den Hosentaschen sind Teil der Körpersprache und senden wichtige Signale an den Gesprächspartner oder Beobachter.
In manchen Situationen, z. B. Begrüßung oder Verabschiedung, wird die Hand in der Hosentasche als mangelnde Aufmerksamkeit, Unsicherheit oder gar Geringschätzung empfunden. Beim Militär werden die Hände in den Hosentaschen grundsätzlich nicht toleriert. Auch bei Bewerbungsgesprächen wird die Hand in der Hose als völlig unpassend empfunden, da dadurch die Bereitschaft zum Handeln fehle. Im Rahmen einer lockeren Plauderei unter Freunden und Gleichgestellten wird die eine oder andere Hand in der Hosentasche inzwischen akzeptiert.
Manche Politiker scheinen durch die lässige Haltung mit den Händen in den Hosentaschen Volksnähe demonstrieren zu wollen. In zahlreichen Modeaufnahmen werden heute eine Hand oder beide Hände gezielt in die Hosentasche gesteckt, um eine gewisse Lockerheit und Coolness auszudrücken.

## Die Hosentasche in Sprichwörtern und Redewendungen
Häufig wird der Zusatz Tasche und speziell Hosentasche für kleine, kompakte und transportable Dinge verwendet, die teilweise auch tatsächlich in einer Hosentasche Platz finden, z. B. Taschenuhr, Taschenmesser, Taschengeld, Taschenbuch oder Reiseführer für die Hosentasche.
In der Redensart die Gegend wie seine eigene Hosentasche / Westentasche kennen, wird die Begriffe Hosentasche bzw. Westentasche als Synonym für sich gut auskennen genutzt.
Das russische Sprichwort Mit den Händen in den Hosentaschen kann man keine Kuh melken. bedeutet so viel wie: Nur wer sein Ziel anpackt, kann etwas erreichen. Eine ähnliche Bedeutung hat auch das amerikanische Sprichwort: Die Leiter des Erfolges kann man nicht mit den Händen in den Hosentaschen erklimmen. In beiden Fällen steht der Begriff die Hände in der Hosentasche für untätig sein und nicht mit anzupacken.
Kurdisches Sprichwort: Die Hosentaschen der Armen sind leer, doch ihre Herzen sind voll. Leere Taschen und speziell leere Hosentaschen stehen als Synonym für Armut und Besitzlosigkeit.